# Aganacris nitida
Aganacris nitida ist eine Laubheuschreckenart aus der Familie der Tettigoniidae. Weibchen und Männchen ahmen in ihrem Habitus Wespen der Familien Pompilidae oder Sphecidae nach (Mimikry). Dies ist für Heuschrecken sehr ungewöhnlich, sehr viele verwandte Arten sind kryptisch gefärbt oder imitieren Blätter.

## Merkmale
Weibchen der Art erreichen eine Körperlänge von 26 bis 37 Millimeter, für Männchen werden 29 bis 35 Millimeter angegeben. Die Tiere sind überwiegend schwarz gefärbt, glatt und glänzend. Die Färbung der Vorderflügel (Tegmina) ist geschlechtsspezifisch: Beim Weibchen sind Vorder- und Hinterflügel schwärzlich getönt und durchscheinend, die Vorderflügel mittig etwas eingeschnürt. Sie ähneln dadurch zahlreichen wehrhaften Wegwespen-Arten, zum Beispiel der Gattung Hemipepsis. Beim Männchen sind die Flügel überwiegend glasklar (hyalin) mit einem dunklen Fleck an jeder Flügelspitze; sie ähneln dadurch wehrhaften Wegwespen der Gattung Erimnophila, mit denen sie im selben Lebensraum vorkommen und die sie auch im Verhalten nachahmen. Die mittleren Antennenglieder, der Weibchen sind leuchtend orange gefärbt, die Tergite der mittleren Hinterleibssegmente tragen gelbe Bänder, die Hinterschenkel zwei, selten nur einen, hellgelbe bis weißliche Flecken. Der Scheitel ist etwas höher als die Augen und nach vorn abfallend. Der zwischen den Augen vorstehende Teil (Fastigium genannt) ist seitlich zusammengedrückt, bei Aufsicht abgerundet dreieckig. Das Pronotum ist sattelförmig. Der Ovipositor ist mit acht bis neun Millimeter Länge groß, er steht nach hinten über die Flügelspitzen in Ruhestellung vor. Er ist nach oben gebogen mit schwach gezähnten Rändern, mit glatten Seitenflächen. Die Subgenitalplatte der Männchen ist langgestreckt, etwa dreimal so lang wie breit. Die Cerci sind zugespitzt.

## Verbreitung
Die Art lebt im nördlichen, tropischen Südamerika, im tropischen Regenwald. Funde liegen vor aus dem Amazonasbecken, von Guyana über Brasilien, Bolivien, Kolumbien, bis Ecuador und Peru. Über die Biologie und Lebensweise der Art ist wenig bekannt. Sie ist sowohl tag- wie auch nachtaktiv.

## Taxonomie
Aganacris nitida wurde von Johann Baptist von Spix in Brasilien gesammelt und von seinem Nachfolger Maximilian Perty als Scaphura nitida beschrieben. Sie wurde durch den Entomologen Francis Walker als Typusart in die neu aufgestellte Gattung Aganacris transferiert. Ein Synonym ist Aganacris micans Walker. Der Lectotypus befindet sich in der Zoologischen Staatssammlung München.
Zu der Gattung Aganacris gehören zwei Arten, A. nitida und A. vetulina. Beide zeigen eine auffällige Wespenmimikry und sind aus tropischen Regenwäldern in Südamerika bekannt. A. vetulina kommt in Panama und Kolumbien vor, A. nitida im gesamten Amazonasbecken. Da sich Männchen und Weibchen beider Arten deutlich voneinander unterscheiden, wurden sie ursprünglich als verschiedenen Arten beschrieben, die Männchen von A. nitida als die synonymisierten „Arten“ Aganacris sphex (Rehn, 1918) und Aganacris pseudosphex Grant, 1958.